# Wolfgang Ossadnik
Wolfgang Ossadnik (* 1952) ist ein deutscher Wirtschaftswissenschaftler.

## Leben
Wolfgang Ossadnik wurde an der Universität zu Köln 1983 zum Dr. rer. pol. promoviert und erhielt dort 1989 die Venia Legendi in Betriebswirtschaftslehre. Nach einer Vertragsprofessur an der Universität Augsburg übernahm er 1991 einen betriebswirtschaftlichen Lehrstuhl an der Universität Eichstätt-Ingolstadt und wechselte 1995 an die Universität Osnabrück. Er hat sich u. a. mit Verbundeffekten in der Unternehmensrechnungstheorie, mit sog. strategischem Rechnungswesen, multikriteriellen Aspekten und Methoden der Unternehmenssteuerung (einschließlich Softwaresupports), mit Fragen eines Behavioral Management Accounting, insbesondere eines Performance Measurements und Managements, mit einer Differenzierung der Controllingtheorie in Bezug auf mittelständische Unternehmen sowie mit der Behavioral Decision Theory beschäftigt. Er ist Mitglied nationaler und internationaler wissenschaftlicher Gesellschaften.

## Schriften (Auswahl)
- Kosten- und Leistungsrechnung, Berlin – Heidelberg 2008.
- Controlling, 4. Aufl., München – Wien 2009.
- Materiality als Grundsatz externer Rechnungslegung, in: WPg, 1995.
- mit Axel Dorenkamp, Arndt Ellinghorst: Transaktionskosten bei Zulieferbeziehungen in der Automobilindustrie, in: Zeitschrift für Betriebswirtschaft, 2001.
- mit Ellen van Lengerich, David Barklage: Controlling in mittelständischen Unternehmen, Berlin-Heidelberg 2010.
- mit Dirk Wilmsmann, Benedikt Niemann: Experimental evidence on case-based decision theory, in: Theory and Decision, 2012.
- mit Stefanie Schinke, Ralf H. Kaspar: Group Aggregation Techniques for Analytic Hierarchy Process and Analytic Network Process: A Comparative Analysis, in: Group Decis Negot, 2016.
- mit Ralf H. Kaspar, Benjamin Föcke: DANP-Evaluation of AHP-DSS, in: InTech, 2017.